# Nadezhda Wijenberg
Nadezhda (Nadja) Alekseevna Wijenberg-Ilyina (Russisch: Надежда Алексеевна Ильина) (Verchnaja Jandoba, 2 april 1964) is een langeafstandsloopster uit Rusland. Na haar huwelijk met haar trainer Ger Wijenberg nam ze in 1999 de Nederlandse nationaliteit aan.

## Loopbaan
Nadezhda woont in Schinnen en liep haar persoonlijke record op de marathon (2:28.45) op 10 oktober 1999 tijdens de marathon van Eindhoven. Die prestatie leverde haar haar tweede Nederlandse titel ooit op en haar eerste op de marathon. Er zouden er op dit nummer tot en met 2008 nog vier volgen. Haar tijd in Eindhoven 1999 bezorgde haar een ticket voor de Olympische Spelen van Sydney, waar ze in 2:32.29 een 22e plaats behaalde.
In 2002 werd ze zesde bij het EK marathon in een tijd van 2:36.06.
Op 9 oktober 1995 won Nadja Wijenberg de marathon van São Paulo in 2:39.33. In 1996 schreef ze de marathon van Amsterdam in 2:34.35 op haar naam. En op 13 april 1997 was ze in 33.25 eveneens de snelste bij de Parelloop.
In 2003 liep ze als zware training mee op de marathon van Athene. Na het 32 km-punt liep ze de Keniaanse kopvrouw Margaret Karie (later derde) voorbij, die het zwaar had door de grote hitte en hoge luchtvochtigheid. Wijenberg won deze wedstrijd in 2:43.16, ruim drie minuten voor de Griekse Georgia Apatzido (2:46.47). Eerder dat jaar werd ze tweede op de halve marathon van Egmond in 1:16.42 achter de op dat moment nog Keniaanse Lornah Kiplagat (1:12.29).
In 2004 won Wijenberg de marathon van Enschede in 2:31.23 en op de Rotterdam Marathon behaalde ze een achtste plek in 2:38.39. Op de marathon tijdens de wereldkampioenschappen van 2005 in Helsinki werd ze 38e in 2:39.36. In 2006 won ze de marathon van Utrecht in 2:45.00 en op 15 april 2007 op de Rotterdam Marathon werd ze Nederlands kampioene in een tijd van 2:37.25.
Met haar in 1999 gelopen PR op de marathon van 2:28.45 staat Nadja Wijenberg nog altijd op de vijfde plaats van de Nederlandse Top Tien Aller Tijden (peildatum nov. 2013).

## Nederlandse kampioenschappen
| Onderdeel                 | Jaar                         |
| ------------------------- | ---------------------------- |
| 5000 m                    | 2002                         |
| halve marathon            | 2000, 2001, 2002, 2004, 2008 |
| marathon                  | 1999, 2001, 2004, 2007, 2008 |
| veldlopen (lange afstand) | 1999                         |

## Persoonlijke records
| Onderdeel      | Prestatie | Datum             | Plaats              |
| -------------- | --------- | ----------------- | ------------------- |
| 5000 m         | 16.04,18  | 16 juli 2000      | Amsterdam           |
| 20 km          | 1:07.12   | 12 maart 2000     | Alphen aan den Rijn |
| halve marathon | 1:08.58   | 18 juni 1994      | Tsjeljabinsk        |
| marathon       | 2:28.45   | 10 oktober 1999   | Eindhoven           |
| 10 Eng. mijl   | 54.21     | 23 september 2001 | Zaandam             |

## Palmares

### 5000 m
- 2000:  NK - 16.04,18
- 2002:  NK - 16.41,50

### 10 km
- 1997:  Parelloop - 33.25
- 1997:  Stadsloop Appingedam - 33.38
- 1997:  marathon van Leiden (10 km) - 34.09
- 2000: 4e Parelloop - 33.35
- 2001:  Stadsloop Appingedam - 34.42
- 2002: 7e Parelloop - 34.43
- 2002: 4e Zwitserloot Dakrun - 34.51
- 2004:  Zwitserloot Dakrun - 34.16
- 2006: 6e Parelloop - 34.04
- 2007:  The Hague Royal Ten - 34.44
- 2008: 8e Parelloop - 36.23
- 2008:  10 km loop Rotterdam - 36.00,8
- 2009: 9e NK in Tilburg - 35.49
- 2009: 12e Parelloop - 35.40
- 2010: 11e Parelloop - 36.43
- 2010: 6e NK in Tilburg - 35.36
- 2011: 11e Parelloop - 35.40
- 2012: 17e Parelloop - 36.40
- 2013: 20e Parelloop - 37.01
- 2014: 13e Parelloop - 37.42
- 2015: 18e Parelloop - 40.01
- 2015:  V50 NK in Schoorl - 38.51

### 15 km
- 1996:  Zevenheuvelenloop - 50.21
- 1999:  Montferland Run - 50.59
- 2001: 8e Zevenheuvelenloop - 51.30
- 2002:  Haagse Beemden Loop - 51.13
- 2003: 4e Montferland Run - 51.56
- 2004: 5e Montferland Run - 52.52
- 2005:  Maastrichts Mooiste - 51.14
- 2005: 3e Montferland Run - 52.02
- 2006: 4e Montferland Run - 55.01
- 2007:  Haagse Beemden Loop - 53.47
- 2007: 6e Montferland Run - 54.34
- 2008: 10e Zevenheuvelenloop - 55.10,4
- 2008: 6e Montferland Run - 54.44
- 2009:  Haagse Beemden Loop - 55.52
- 2009: 11e Zevenheuvelenloop - 54.33
- 2009: 7e Montferland Run - 55.16
- 2010: 8e Zevenheuvelenloop - 54.43
- 2011:  Maastrichts Mooiste - 55.51
- 2011: 8e Montferland Run - 56.46
- 2012:  Maastrichts Mooiste - 57.18
- 2013:  Haagse Beemden Loop - 57.37

### 10 EM
- 2000:  Zeebodemloop in Lelystad - 55.44
- 2001: 6e Dam tot Damloop - 54.21
- 2002: 15e Dam tot Damloop - 57.49
- 2003: 8e Dam tot Damloop - 56.59
- 2004: 9e Dam tot Damloop - 57.56
- 2005: 8e Dam tot Damloop - 56.24
- 2011: 14e Dam tot Damloop - 59.42
- 2015:  Peter Rusmanloop - 1:04.21

### halve marathon
- 1992:  Route du Vin - 1:13.27
- 1992:  Le Lion Half Marathon - 1:11.25
- 1992: 9e WK in South Shields - 1:10.58
- 1993:  halve marathon van Lissabon - 1:09.47
- 1994:  halve marathon van Chelyabinsk - 1:08.58
- 1994: 26e WK in Oslo - 1:13.05
- 1997: 5e City-Pier-City Loop - 1:12.48
- 1998: 4e halve marathon van Egmond - 1:13.34
- 1998: 4e Route du Vin - 1:10.48
- 1998:  halve marathon van Göteborg - 1:12.31
- 1999: 9e halve marathon van Egmond - 1:14.38
- 1999:  halve marathon van Bergen - 1:11.26
- 1999:  halve marathon van Göteborg - 1:11.47
- 1999:  NK - 1:13.31 (8e overall)
- 1999: 4e Dam tot Damloop - 1:11.21
- 2000:  halve marathon van Egmond - 1:13.56
- 2000:  NK in Den Haag - 1:11.39 (3e overall)
- 2001: 5e halve marathon van Egmond - 1:15.41
- 2001:  City-Pier-City Loop - 1:10.30
- 2001:  NK in Utrecht - 1:14.38
- 2002: 14e City-Pier-City Loop - 1:15.47
- 2002:  NK in Utrecht - 1:14.30
- 2003:  halve marathon van Egmond - 1:16.42
- 2004: 4e halve marathon van Egmond - 1:18.17
- 2004:  NK in Den Haag - 1:17.09 (7e overall)
- 2005:  NK in Den Haag - 1:11.56 (7e overall)
- 2005:  Drenthe Marathon - 1:15.45
- 2005:  halve marathon van Eindhoven - 1:14.30
- 2007:  NK in den Haag - 1:14.29 (4e overall)
- 2007: 4e halve marathon van Rotterdam - 1:14.44
- 2008: 9e halve marathon van Egmond - 1:22.14
- 2008: 14e Bredase Singelloop - 1:22.18
- 2008:  NK in Den Haag - 1:16.32 (3e overall)
- 2009: 7e halve marathon van Egmond - 1:21.45
- 2009: 9e NK in Den Haag - 1:20.13 (14e overall)
- 2009:  halve marathon van Utrecht - 1:18.44
- 2010: 4e NK in Breda - 1:18.23 (7e overall)
- 2011: 13e halve marathon van Egmond - 1:26.35
- 2011:  halve marathon van Leeuwarden - 1:20.55
- 2011: 4e NK in Breda - 1:20.15 (7e overall)
- 2012: 22e halve marathon van Egmond - 1:21.22
- 2013:  (V45)  NK in Venlo - 1:21.27
- 2013:  Drechtstadloop - 1:22.17

### marathon
- 1993:  marathon van Parijs - 2:30.44
- 1993: 8e marathon van New York - 2:37.58
- 1994:  marathon van Omsk (Siberië) - 2:33.49
- 1994: 10e marathon van New York - 2:38.42
- 1995:  marathon van São Paulo - 2:39.33
- 1995: 8e marathon van Athene - 2:35.16
- 1996: 7e marathon van Parijs - 2:33.31
- 1996:  marathon van Amsterdam - 2:34.35
- 1998:  marathon van Rotterdam - 2:30.08
- 1998:  marathon van San Diego - 2:34.17
- 1999:  NK in Eindhoven - 2:28.45 (1e overall)
- 1999: 4e marathon van San Diego - 2:33.20
- 2000: 22e OS in Sydney - 2:32.29
- 2000: 10e marathon van Tokio - 2:32.20
- 2001:  NK in Rotterdam - 2:30.25 (4e overall)
- 2001:  marathon van Amsterdam - 2:31.45
- 2002: 6e EK in München - 2:36.06
- 2003:  marathon van Athene - 2:43.16
- 2004:  marathon van Enschede - 2:31.23
- 2004:  NK in Rotterdam - 2:38.39 (8e overall)
- 2005: 38e WK in Helsinki - 2:39.36
- 2006:  marathon van Utrecht - 2:45.00
- 2007:  NK in Rotterdam - 2:37.22 (6e overall)
- 2008:  NK in Eindhoven - 2:42.24 (4e overall)

### overige afstanden
- 1992:  20 km van Parijs - 1:09.34
- 1996:  25 km van Berlijn - 1:28.25
- 1997:  Asselronde (27,5 km) - 1:37.58
- 2000:  20 van Alphen - 1:07.12
- 2001:  4 Mijl van Groningen - 21.41
- 2004:  Asselronde (27,5 km) - 1:41.28
- 2012: 8e Zandvoort Circuit Run (12 km) - 46.51

### veldlopen
- 1999: 5e Warandeloop - 20.48
- 1999:  NK, Heerde (5.822 m) - 21.30
- 2000:  NK, Heythuysen (7,4 km) - 26.00